# Alsidenmossa
Alsidenmossa (Plagiothecium latebricola) är en bladmossart som beskrevs av W. P. Schimper in B.S.G. 1851. Enligt Catalogue of Life ingår Alsidenmossa i släktet sidenmossor och familjen Plagiotheciaceae, men enligt Dyntaxa är tillhörigheten istället släktet sidenmossor och familjen Plagiotheciaceae. Enligt den finländska rödlistan är arten nära hotad i Finland. Arten är reproducerande i Sverige. Artens livsmiljö är mineralrika och måttligt mineralrika gran- och lövkärr. Inga underarter finns listade i Catalogue of Life.